# Jennifer Warnes
Jennifer Jean Warnes (Seattle, 3 de marzo de 1947), conocida como Jennifer Warnes, es una cantante, compositora y actriz estadounidense. Ha logrado ser famosa a lo largo de toda su carrera, con éxitos como «Right Time of the Night» (1977), «Up Where We Belong» junto a Joe Cocker y varios más. 
Tres canciones interpretadas por ella se llevaron el Óscar a la mejor canción original: «It Goes Like It Goes» de la película Norma Rae (1979), la mencionada «Up Where We Belong» de Oficial y caballero (1982) y «(I've Had) The Time of My Life» de Dirty Dancing (1987), junto a Bill Medley.

## Biografía
La vocalista Jennifer Warnes nació en Seattle en 1947. En 1968 formaba parte del reparto en la obra Hair en Los Ángeles y, ese mismo año, editó su primer álbum debut "...I Can Remember Everything". Pero desde entonces, sus carrera en solitario no fue tan bien, Warnes empezó a cantar como acompañante de Leonard Cohen hasta que llegó el éxito Right Time of the Night en 1977.
En 1982 llegó el éxito Up Where We Belong con Joe Cocker que llegó al puesto número 1 en el Billboard Hot 100 convirtiéndose así en el sencillo más reconocido por Warnes mundialmente. Apareció en el álbum de Cocker, The Best of Joe Cocker en 1993.
Para 1987, logró obtener gran éxito por el sencillo The Time Of My Life junto a Bill Medley, una canción para la película "Dirty Dancing".

## Discografía
- I Can Remember Everything (1968)
- Seel Me, Feel Me, Touch Me, Heal Me (1969)
- Jennifer (1972)
- Jennifer Warnes (1976)
- Shot Through the Heart (1979)
- Famous Raincoat (1987)
- The Hunter (1992)
- The Well (2001)